# Juventas

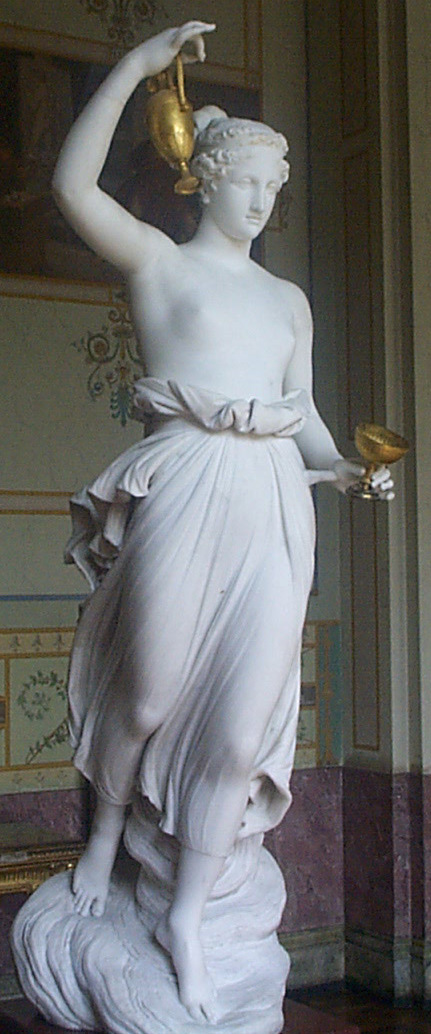
Estatua de Antonio Canova.

Juventas, Juventus o Juventud (en italiano Iuventas) es, en la mitología romana, la diosa que personifica la juventud. Su función era especialmente la protección de los adolescentes en el momento de dejar atrás la infancia, rito que se llevaba a cabo al dejar de vestir la ropa propia de infantes y tomar la toga viril, en torno a los 16 o 17 años. Relacionado con este momento, el joven que tomaba la toga viril depositaba una moneda como ofrenda a Juventas.
Más tarde, Juventus fue asimilada a Hebe, diosa de la juventud de la mitología griega, cuyo mito era mucho más elaborado y rico, si bien mantuvo sus rasgos romanos. Higino dice que Juventud era hija de Júpiter y Juno y hermana de Libertad. Según el Primer Mitógrafo Vaticano Juno engendró a Juventas sin unión masculina, tras comer una lechuga.
Si bien tenía una capilla dentro del templo dedicado a la llamada Tríada Capitolina (Júpiter, Juno y Minerva), en concreto en la parte consagrada a la diosa Minerva, diosa de la sabiduría, las artes, las técnicas de la guerra, además de la protectora de Roma y la patrona de los artesanos, esta capilla es anterior a la construcción del templo. Esto nos da una idea de la antigüedad e importancia de su culto, relacionada con otros cultos antiguos (véase Curcio).
En el Imperio, Juventus presidía los «colegios de jóvenes», asociaciones premilitares que apoyaban la política imperial.
Juventas fue una ninfa, hermana de la diosa Libertas a la cual Júpiter transformó en fuente. Esta fuente mágica tenía aguas milagrosas, ya que podía rejuvenecer a las personas que en ellas se sumergían. Como divinidad, velaba por los púberes y los protegía de una oscura personificación, que es el dios Senectus (divinidad de la vejez, correspondiente al griego Geras).